# Гребний слалом на літніх Олімпійських іграх 2024 — каное-одиночки (чоловіки)
Змагання з гребного слалому на каное-одиночках серед чоловіків на літніх Олімпійських іграх 2024 відбудуться 27 і 29 липня 2024 на Національному олімпійському морському стадіоні Уль-де-Франс у Вер-сюр-Марні. Це буде 10-та поява цієї дисципліни на Олімпійських іграх. Уперше її провели 1972 року, а потім на кожній Олімпіаді, починаючи з 1996-го.

## Формат змагань
Змагання з гребного слалому складаються з трьох раундів: попередні запливи, півфінал і фінал. У попередніх запливах кожен каноїст двічі проходить трасу. Зараховується кращий з двох результатів. Найкращі 16 виходять до півфіналу. У півфіналі спортсмени роблять одну спробу. Найкращі 12 потрапляють до фіналу. У фіналі кожен виконує спробу. Каноїст, що показав найкращий час, виграє золоту медаль. 
Довжина слаломної траси становить приблизно 250 метрів. Вона має 25 воріт, які каноїсти мають пройти в правильному напрямку. Штрафний час дають за порушення, як от проходження воріт з неправильного боку або їх торкання.

## Розклад
Вказано центральноєвропейський літній час (UTC+2)
Змагання відбуваються у два окремі дні.
| Дата          | Час         | Раунд             |
| ------------- | ----------- | ----------------- |
| 27 липня 2024 | 15:00       | Попередні запливи |
| 29 липня 2024 | 15:30 17:20 | Півфінал Фінал    |

## Підсумки
| Місце | Bib | Каноїст           | Країна                | Попередні запливи | Попередні запливи | Попередні запливи | Попередні запливи | Попередні запливи | Попередні запливи | Півфінал   | Півфінал   | Півфінал   | Фінал      | Фінал      | Фінал      |
| Місце | Bib | Каноїст           | Країна                | 1-ша спроба       | Штр.              | 2-га спроба       | Штр.              | Кращий            | Місце             | Час        | Штр.       | Місце      | Час        | Штр.       | Місце      |
| ----- | --- | ----------------- | --------------------- | ----------------- | ----------------- | ----------------- | ----------------- | ----------------- | ----------------- | ---------- | ---------- | ---------- | ---------- | ---------- | ---------- |
| 1     | 2   | Ніколя Гестен     | Франція (FRA)         | 89.90             | 0                 | 88.78             | 0                 | 88.78             | 1                 | 93.12      | 0          | 1          | 91.36      | 0          | 1          |
| 2     | 7   | Адам Берджесс     | Велика Британія (GBR) | 90.87             | 0                 | 95.08             | 4                 | 90.87             | 2                 | 97.21      | 0          | 4          | 96.84      | 0          | 2          |
| 3     | 4   | Матей Бенюш       | Словаччина (SVK)      | 100.28            | 2                 | 94.91             | 2                 | 94.91             | 11                | 98.59      | 4          | 11         | 97.03      | 0          | 3          |
| 4     | 6   | Сідеріс Тасіадіс  | Німеччина (GER)       | 92.44             | 0                 | 92.43             | 0                 | 92.43             | 7                 | 96.74      | 0          | 3          | 97.27      | 0          | 4          |
| 5     | 3   | Мікель Траве      | Іспанія (ESP)         | 92.19             | 2                 | 143.45            | 56                | 92.19             | 6                 | 96.69      | 0          | 2          | 97.92      | 2          | 5          |
| 6     | 8   | Лукаш Роган       | Чехія (CZE)           | 95.63             | 2                 | 97.74             | 2                 | 95.63             | 12                | 97.54      | 4          | 10         | 98.09      | 2          | 6          |
| 7     | 10  | Ліам Єґу          | Ірландія (IRL)        | 102.67            | 0                 | 99.93             | 6                 | 99.93             | 16                | 96.52      | 2          | 6          | 98.52      | 2          | 7          |
| 8     | 11  | Матія Маринич     | Хорватія (CRO)        | 91.61             | 0                 | 98.44             | 2                 | 91.61             | 3                 | 98.82      | 0          | 7          | 100.35     | 2          | 9          |
| 9     | 9   | Трістан Картер    | Австралія (AUS)       | 94.19             | 0                 | 103.87            | 4                 | 94.19             | 9                 | 99.45      | 0          | 8          | 100.73     | 2          | 9          |
| 10    | 12  | Гжегож Хедвіг     | Польща (POL)          | 94.08             | 2                 | 100.30            | 8                 | 94.08             | 8                 | 104.24     | 6          | 12         | 105.81     | 2          | 10         |
| 11    | 1   | Беньямін Савшек   | Словенія (SLO)        | 97.04             | 2                 | 192.64            | 102               | 97.04             | 14                | 96.28      | 2          | 5          | 144.93     | 50         | 11         |
| 12    | 13  | Їв Буріс          | Сенегал (SEN)         | 94.68             | 4                 | 92.14             | 0                 | 92.14             | 5                 | 99.51      | 0          | 9          | 145.78     | 50         | 12         |
| 13    | 17  | Ханеда Такуя      | Японія (JPN)          | 96.82             | 0                 | 99.59             | 0                 | 96.82             | 13                | 103.11     | 4          | 13         | не пройшов | не пройшов | не пройшов |
| 14    | 5   | Раффаелло Івальді | Італія (ITA)          | 91.90             | 0                 | 94.96             | 4                 | 91.90             | 4                 | 108.20     | 0          | 14         | не пройшов | не пройшов | не пройшов |
| 15    | 15  | Алекс Балдоні     | Канада (CAN)          | 97.32             | 2                 | 98.56             | 0                 | 97.32             | 15                | 123.41     | 4          | 15         | не пройшов | не пройшов | не пройшов |
| 16    | 14  | Кейсі Айкфелд     | США (USA)             | 99.84             | 6                 | 94.69             | 2                 | 94.69             | 10                | 104.23     | 58         | 16         | не пройшов | не пройшов | не пройшов |
| 17    | 16  | Йоріс Оттен       | Нідерланди (NED)      | 101.92            | 0                 | 110.93            | 8                 | 101.92            | 17                | не пройшов | не пройшов | не пройшов | не пройшов | не пройшов | не пройшов |
| 18    | 20  | Пепе Гонсалвес    | Бразилія (BRA)        | 111.07            | 8                 | 154.48            | 56                | 111.07            | 18                | не пройшов | не пройшов | не пройшов | не пройшов | не пройшов | не пройшов |
| 19    | 18  | Амір Резанеджад   | Збірна біженців (EOR) | 116.16            | 6                 | 119.48            | 6                 | 116.16            | 19                | не пройшов | не пройшов | не пройшов | не пройшов | не пройшов | не пройшов |
| 20    | 19  | Салім Джемай      | Туніс (TUN)           | 128.42            | 4                 | 130.02            | 6                 | 128.42            | 20                | не пройшов | не пройшов | не пройшов | не пройшов | не пройшов | не пройшов |